# Bobsleigh nos Jogos Olímpicos de Inverno de 1994
O bobsleigh nos Jogos Olímpicos de Inverno de 1994 consistiu de dois eventos realizados na Hunderfossen em Lillehammer, na Noruega, entre 19 e 27 de fevereiro.

## Medalhistas
| Evento           | Ouro                                                                                  | Prata                                                                    | Bronze                                                                             |
| ---------------- | ------------------------------------------------------------------------------------- | ------------------------------------------------------------------------ | ---------------------------------------------------------------------------------- |
| Duplas detalhes  | Suíça I Gustav Weder Donat Acklin SUI Suíça                                           | Suíça II Reto Götschi Guido Acklin SUI Suíça                             | Itália I Günther Huber Stefano Ticci ITA Itália                                    |
| Equipes detalhes | Alemanha II Harald Czudaj Karsten Brannasch Olaf Hampel Alexander Szelig GER Alemanha | Suíça I Gustav Weder Donat Acklin Kurt Meier Domenico Semeraro SUI Suíça | Alemanha I Wolfgang Hoppe Ulf Hielscher René Hannemann Carsten Embach GER Alemanha |

## Quadro de medalhas
| Ordem | País         | Medalha de ouro | Medalha de prata | Medalha de bronze |   |
| ----- | ------------ | --------------- | ---------------- | ----------------- | - |
| 1     | SUI Suíça    | 1               | 2                |                   | 3 |
| 2     | GER Alemanha | 1               |                  | 1                 | 2 |
| 3     | ITA Itália   |                 |                  | 1                 | 1 |
| TOTAL | TOTAL        | 2               | 2                | 2                 | 6 |